# هارملن
هارملن (به هلندی: Harmelen) یک منطقهٔ مسکونی در هلند است که در ووردن واقع شده‌است. هارملن ۲۳٫۷۵ کیلومتر مربع مساحت و ۸٬۳۷۴ نفر جمعیت دارد.